# Nyanzogera
Nyanzogera är ett vattendrag i Burundi.   Det ligger i provinsen Rutana, i den centrala delen av landet, 80 km sydost om huvudstaden Bujumbura.
Omgivningarna runt Nyanzogera är en mosaik av jordbruksmark och naturlig växtlighet. Runt Nyanzogera är det ganska tätbefolkat, med 192 invånare per kvadratkilometer.